# Cửa khẩu Hà Tiên
Cửa khẩu quốc tế Hà Tiên, trước đây gọi là cửa khẩu Xà Xía, là cửa khẩu quốc tế đường bộ thuộc vùng đất phường Hà Tiên, tỉnh An Giang, Việt Nam 
.
Cửa khẩu quốc tế Hà Tiên thông thương với cửa khẩu quốc tế Prek Chak ở huyện Kampong Trach, tỉnh Campot của Vương quốc Campuchia  10°25′40″B 104°27′10″Đ / 10,427709°B 104,452718°Đ.
Cửa khẩu quốc tế Hà Tiên là điểm cuối của Quốc lộ 80.